# بال كومار باتل
بال كومار باتل هو سياسي هندي، ولد في 1964 في Devkali ‏ في الهند. نشط حزبياً في سماجوادي. وقد انتخب عضو لوك سابها الخامس عشر ‏ عن دائرة Mirzapur Lok Sabha constituency ‏ وقد انضم خلال فترته النيابية للكتلة البرلمانية سماجوادي.